# Эгнью, Ли
Ли Эгнью (англ. Lee Agnew; род. 13 января 1971, Данфермлайн, Шотландия) — шотландский барабанщик, перкуссионист и автор песен. Наиболее известен как участник шотландской хард-рок группы Nazareth.

## Биография
Ли Эгнью родился 13 января 1971 года в шотландском городе Данфермлайн в семье Питера Эгнью — бас-гитариста хард-рок группы Nazareth.
Первые уроки игры на ударных Ли получил от Ронни Далримпла (Ronnie Dalrymple).
Ранее он играл в группах Iron Hoarse, Dougie McClain Band и Trouble In Doogie Land, в которой вместе с ним был Джимм Мюррисон.
30 апреля 1999 года неожиданно для всех скончался барабанщик группы Nazareth Даррелл Свит. Сокрушённая этим трагическим событием группа отменила турне и вернулась в Шотландию. Будущее Nazareth оставалось неясным в течение последующих нескольких месяцев. После нескольких встреч группа решает, что Даррелл не хотел бы, чтобы они распались. Как дань уважения Дарреллу, группа выбрала Ли Эгнью, старшего сына Пита, на место ударника Nazareth. Таким образом с августа 1999 года и по сей день Ли Эгнью является барабанщиком группы.